# The Legacy: Realm of Terror
The Legacy: Realm of Terror est un jeu vidéo de type aventure et dungeon crawler développé par Magnetic Scrolls et publié par MicroProse en 1992 sur PC. Le jeu se déroule dans un manoir, en Nouvelle-Angleterre, dont le personnage qu’incarne le joueur vient juste d’hériter. Lorsqu’il y pénètre pour la première fois, il s’y retrouve pris au piège et ne tarde pas à découvrir que celui-ci est hanté par de nombreux monstres. Le jeu débute par une phase de création de personnage qui permet au joueur de personnaliser certains attributs des huit personnages proposés.

## Accueil
| The Legacy: Realm of Terror |      |       |
| Média                       | Pays | Notes |
| Gen4                        | FR   | 91 %  |
| Joystick                    | FR   | 76 %  |